# Królewska Sosna (rezerwat przyrody)
Rezerwat przyrody Królewska Sosna – rezerwat leśny położony na terenie gminy Piecki w powiecie mrągowskim (województwo warmińsko-mazurskie). Leży w granicach Mazurskiego Parku Krajobrazowego. Przylega od wschodu do Jeziora Mokrego.
Utworzony został w 1959 roku dla ochrony drzewostanu Puszczy Piskiej oraz boru mieszanego.
Początkowo zajmował jedynie 16,50 ha. W 1982 roku powiększono go do 103,76 ha. Obecnie jego powierzchnia wynosi 97,42 ha.
Rezerwat chroni ponad 200-letni mieszany starodrzew (sosna z domieszką dębu szypułkowego, świerka i brzozy brodawkowatej) oraz trzy dystroficzne jeziorka Kruczki z reliktową florą torfowisk wysokich. Rośnie tu niemal 400-letni „Dąb nad Mukrem” im. Karola Małłka o wysokości 30 m i obwodzie pnia ponad 5 m. Natomiast pomnikowa obumarła sosna, od której pochodzi nazwa rezerwatu, została powalona przez wichurę w lutym 2022.